# General Officer Commanding
General Officer Commanding (GOC) é um título dado nos exércitos das nações da Commonwealth (e em algumas outras) a um General nomeado para um cargo de comando. Assim, um General poderá ser o GOC do IIº Corpo Britânico ou o GOC da VIIª Divisão Blindada Britânica. Um General com um extremamente importante cargo de comando poderá ser chamado de General Officer Commanding-in-Chief (GOC-in-C).
O equivalente para os oficiais da força aérea é Air Officer Commanding (AOC).